# Борго Сан Мартино (Алесандрија)
Борго Сан Мартино (итал. Borgo San Martino) је насеље у Италији у округу Алесандрија, региону Пијемонт.
Према процени из 2011. у насељу је живело 1430 становника. Насеље се налази на надморској висини од 107 м.

## Становништво
| 1931. | 1936. | 1951. | 1961. | 1971. | 1981. | 1991. | 2001. | 2011. |
| ----- | ----- | ----- | ----- | ----- | ----- | ----- | ----- | ----- |
| 1.657 | 1.690 | 1.743 | 1.778 | 1.594 | 1.497 | 1.382 | 1.366 | 1.470 |